# Niemierzyce (województwo wielkopolskie)
Niemierzyce – wieś w Polsce, położona w województwie wielkopolskim, w powiecie grodziskim, w gminie Granowo.

## Historia
Pierwsza wzmianka pochodzi z roku 1330. 
Wieś Niemierzice położona była w 1581 w powiecie kościańskim województwa poznańskiego.
Leon Plater w XIX-wiecznej książce pod tytułem "Opisanie historyczno-statystyczne Wielkiego Księztwa Poznańskiego" (wyd. 1846) wzmiankuje folwark Niemierzyce, który zalicza do wsi większych w ówczesnym powiecie bukowskim, który dzielił się na cztery okręgi (bukowski, grodziski, lutomyślski oraz lwowkowski). Folwark Niemierzyce należał do okręgu bukowskiego, majętności prywatnej granowskiej, której właścicielem była wówczas Klaudyna Potocka. Według spisu urzędowego z 1837 roku wieś liczyła 112 mieszkańców i 9 dymów (domostw). Pod koniec XIX wieku folwark liczył 10 domostw i 144 mieszkańców. Administracyjnie podlegał pod gminę i dominium Granowo.
W latach 1975–1998 miejscowość administracyjnie należała do województwa poznańskiego.
W 2021 Niemierzyce liczyły 134 mieszkańców.
Do rejestru zabytków Narodowego Instytutu Dziedzictwa jest wpisany park dworski z końca XIX wieku. Sam dwór został przebudowany na cele organizacji imprez okolicznościowych.